# Матвійчук Микола Филимонович
Мико́ла Филимо́нович Матвійчу́к (*27 липня 1904, с. Ольгопіль — †19 вересня 1993, Львів)-український літературознавець, фольклорист, доктор філологічних наук.

## Біографічні відомості
Народився 27 липня 1904, село Ольгопіль, Чечельницький район Вінницька область.
Закінчив факультет колективізації Київського кооперативного інституту (1930) та педагогічний факультет цього ж інституту, Літературний інститут імені О. М. Горького. У повоєнні роки (1947–1951) — завідувач відділу Львівського філіалу Інституту мистецтвознавства, фольклористики та етнографії АН України, директор етнографічного музею.
Докторська дисертація «Творчість М. Горького і фольклор» (1951).
В Інституті мистецтвознавства, фольклористики та етнографії АН України 1951–1967: старший науковий співробітник відділу літератури. 1967–1973 професор Львівського університету ім. І. Франка, а 1976–1992 Дрогобицького педагогічного інституту. Досліджував творчість М. Горького у контексті з української літератури і фольклору.

## Праці
- Творчість М. Горького і фольклор. — Київ, 1959;
- Горький про Шевченка, — Київ, 1964;
- У творчій майстерні М. Горького. — Київ 1982.